# Thesium brevibracteatum
Thesium brevibracteatum är en sandelträdsväxtart som beskrevs av Pui Cheung Tam. Thesium brevibracteatum ingår i släktet spindelörter, och familjen sandelträdsväxter. Inga underarter finns listade i Catalogue of Life.